# Rosenlundsgatan

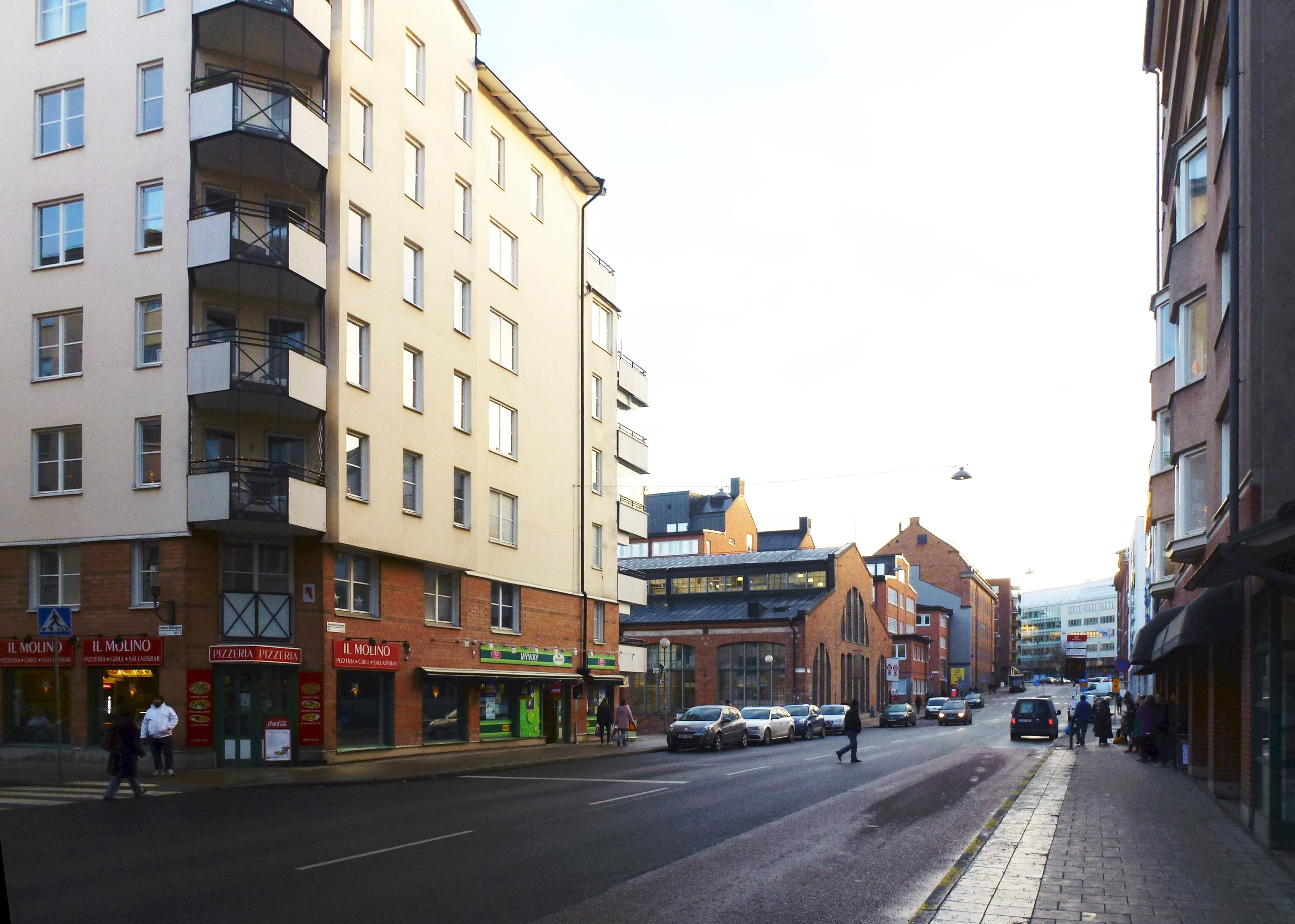
Rosenlundsgatans södra del med Luth & Roséns Elektriska gamla fabriksbyggnad i bakgrunden till vänster, 2014.

Rosenlundsgatan är en gata på västra Södermalm i Stockholm. Gatan anlades i början av 1900-talet och sträcker sig från Hornsgatan i norr till Ringvägen i syd. Längden är cirka 850 meter.

## Historik
I samband med Namnrevisionen i Stockholm 1885 bestämdes namnet Rosenlundgatan (utan ”s”) för gatan mellan Lundagatan (nuvarande Gamla Lundagatan) och Ringvägen.  Enligt den då planerade stadsregleringen skulle Lundagatan dras lite längre österut, det blev dock inte så. Därför börjar Rosenlundsgatan vid Hornsgatan i höjd med Bysistäppan. År 1932 ändrade namnberedningen gatans namn till stavningen Rosenlundsgatan (med ”s”). Rosenlund var namnet på en trädgård i dåvarande kvarteret Tanto Större (nuvarande kvarteret Sockerbruket), intill Tantolunden.

## Bilder

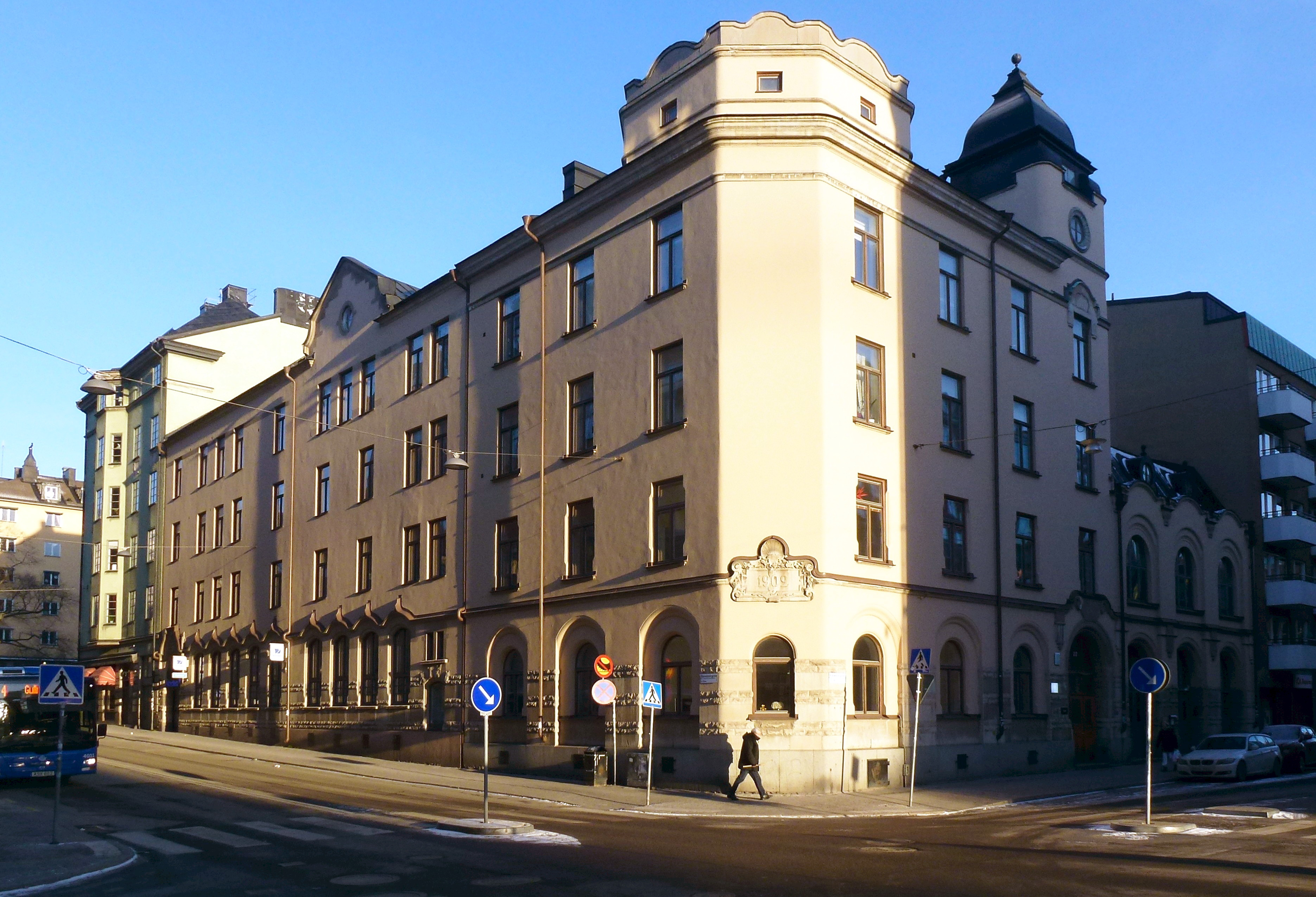
Maria brand- och polisstation, Rosenlunds-/Krukmakargatan
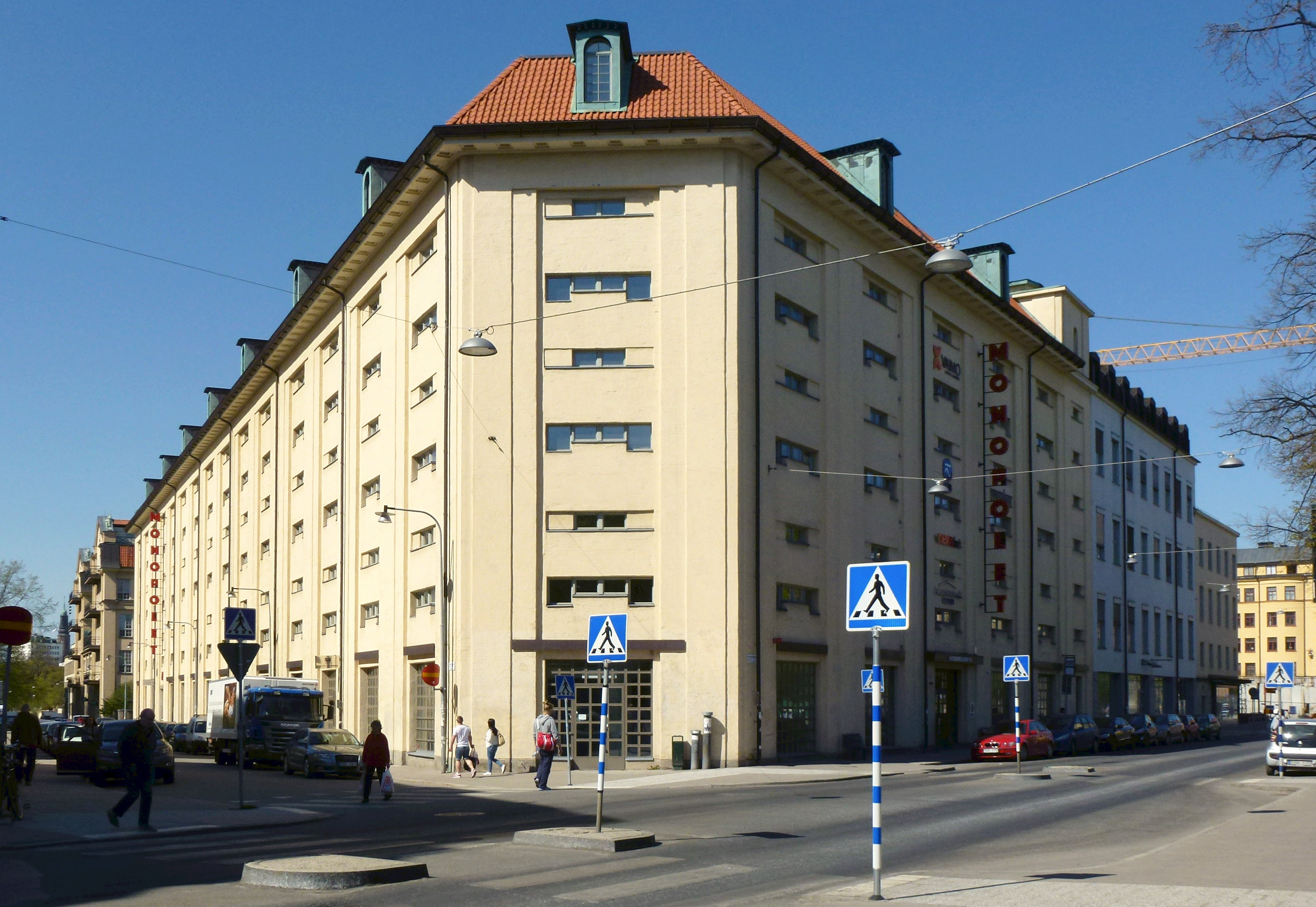
Tobaksmonopolet, Maria Bangata/Rosenlundsgatan
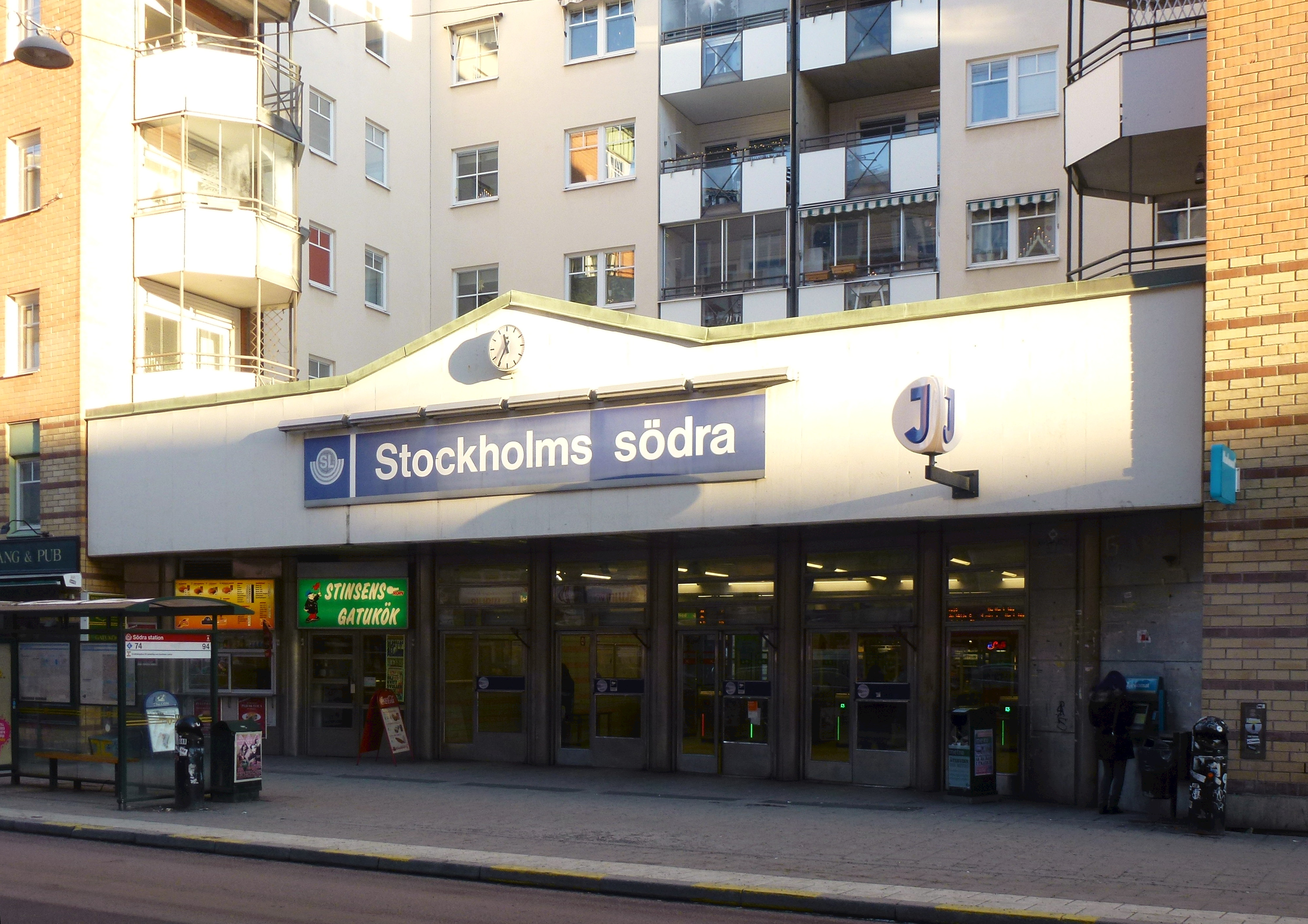
Stockholms södra station ingång från Rosenlundsgatan
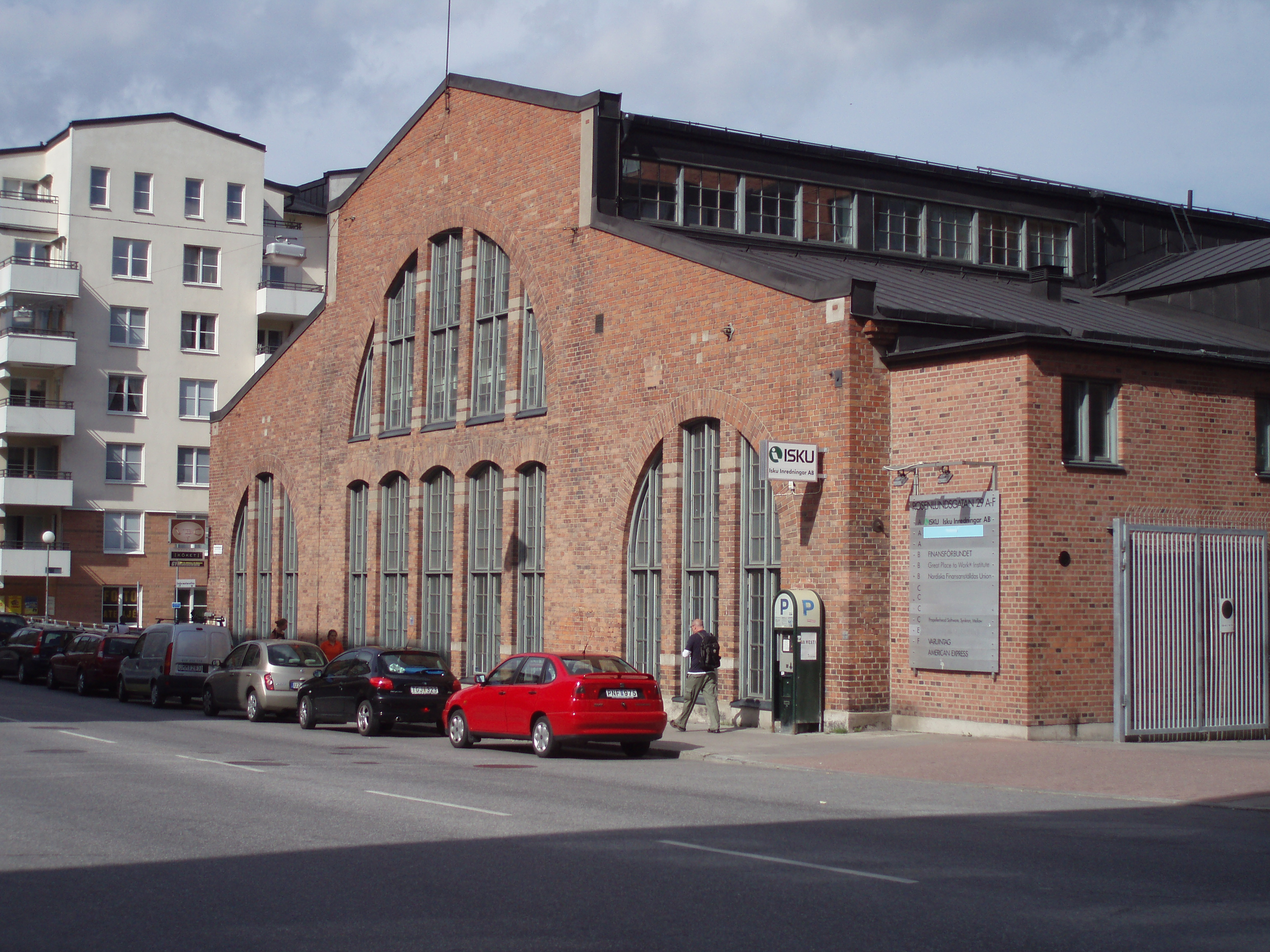
Luth & Roséns Elektriska gamla fabriksbyggnad

## Byggnader och anläggningar längs gatan

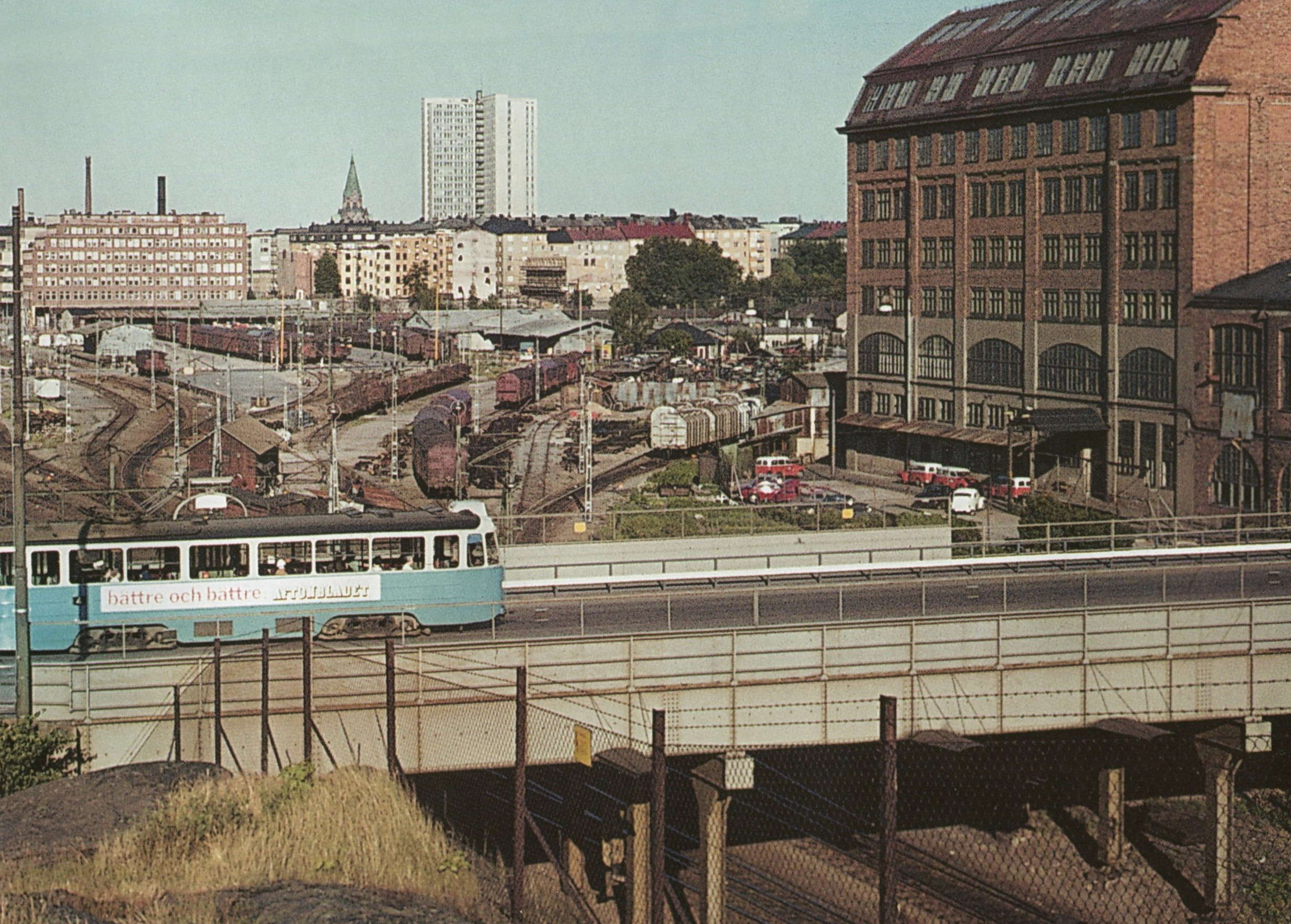
Rosenlundsgatans viadukt över stambanan, 1967. Vy mot öster.

- Nr 1, före detta Maria brand- och polisstation
- Nr 15, Maria beroendecentrum, tidigare Södra BB
- Nr 23-25, Stockholms södra station och kvarteret Brinckan
- Nr 30-42, Kvarteret Tobaksmonopolet
- Nr 44, Kvarteret Svärdet
- Nr 29, före detta Luth & Roséns Elektriska
- Nr 60, Einar Mattssons huvudkontor.
- Bergsgruvans park gränser med sin västra sida till Rosenlundsgatan.